# أم خرزة (منبج)
أم خرزة المجاهدة قرية سوريّة تتبع إداريّاً لمحافظة حلب منطقة منبج ناحية أبو كهف، بلغ تعداد سكانها 443 نسمة حسب التعداد السكاني لعام 2004.